# Fontes Ibiapina
João Nonon de Moura Fontes Ibiapina (Picos, 14 de junho de 1921 - Parnaíba, 10 de abril de 1986) foi um advogado, juiz e escritor brasileiro.

## Biografia
Nascido em Picos, na zona rural, no lugar chamado "Vaca Morta", a 14 de junho de 1921, filho de Pedro de Moura Ibiapina e Raimunda Fontes de Moura, fez o primário em sua terra natal e o secundário em Teresina, bacharelando-se em Direito, em 1954, pela velha Faculdade da Praça Demóstenes Avelino. Ainda como estudante dedicou-se por algum tempo ao jornalismo. Findo o seu curso de Direito, entra logo para a magistratura, sendo juiz em várias comarcas do Piauí, a última em Parnaíba, onde publicava semanalmente artigos de crítica nos jornais, exercia o magistério, participava de toda a vida intelectual da cidade, e como tal ajudou a fundar a Academia Parnaibana de Letras e foi um dos seus presidentes.
Membro do Conselho Estadual de Cultura do Piauí e da Academia Piauiense de Letras, sua maior glória não está no magistério, no jornalismo ou mesmo na magistratura, e sim na literatura. Deixou uma grande obra, tanto em quantidade como em qualidade, em torno de 30 títulos. Talvez, por causa da complexidade do seu mundo pensado e escrito, os professores e estudantes não o têm procurado com freqüência para trabalhos acadêmicos, quer na área literária quer na de ciências sociais. Já não falamos dos críticos de jornais e revistas, que sumiram simplesmente, não existem mais. É uma pena, pois, que se deixe tão rico patrimônio inexplorado.
Depois de sua morte, teve apenas uma obra sua editada no Piauí: a Fundação Cultural Monsenhor Chaves publica o volume Crendices, Superstições e Curiosidades Verídicas no Piauí, em 1993. Trata-se de continuação de sua “Paremiologia Nordestina", de 1975, editado pelo Governo do Estado, através da Cia. Editora do Piauí. São adágios, rifões, brocardos, anexins, parêmias, máximas, ditados, expressões, comparações, relaxos, paleios, chulos, enfim toda uma riqueza do homem nordestino em sua criatividade de caboclo sem letras mas muitas vezes mais sabido que os doutores da cidade.
Na área literária propriamente dita saíram apenas dois folhetos – não seriam propriamente livros – divulgando contos de Fontes Ibiapina: um que reúne Trinta e dois e Tangerinos, em 1988, e outro com o conto inédito Dr. Pierre Chanfubois, sem data de publicação, mas que se atribui seja do ano seguinte. Ambos os opúsculos tiveram a chancela das Edições Corisco, do editor Cinéas Santos.
Fontes Ibiapina era uma pessoa alegre, recebia a todos muito bem, dava a impressão de ser feliz. Andou por muitas comarcas do Piauí, experimentou quando na Capital, antes de tornar-se magistrado, a indústria, quando sofreu um acidente. Mas nunca se queixava, sempre contando histórias, dizendo “chuleios”, incentivando a que os jovens escrevessem prosa. Só ficava brabo se o chamassem de poeta. Talvez porque houvesse experimentado a poesia e sentisse que não era o seu forte. Aliás, é difícil encontrar um prosador que não tenha feito poemas. Esses são alguns traços pouco conhecidos da vida de Nonon, como era conhecido na intimidade. Era um homem curioso, sempre atento ao que a ciência tinha para oferecer. 
Faleceu no dia 10 de abril de 1986, na cidade de Parnaíba, onde exercia as funções de Juiz de Direito, depois de ficar, na noite anterior, horas e horas com uma luneta na mão para observar a passagem do cometa Halley. 

## Obras

### Contos
- Chão de Meu Deus, 1958
- Brocotós, 1961
- Pedra Bruta, 1964
- Congresso de Duendes, 1969
- Destinos de Contratempos, 1974
- Quero, Posso e Mando, 1976
- Eleições de Sempre e Até Quando, 1985

### Romances
- Sambaíba, 1963
- Palha de Arroz, 1968
- Tombador, 1971
- Nas Terras do Arabutã, 1984
- Curral de Assombrações, 1985
- Vida Gemida em Sambambaia, 1985

### Crônicas
- Mentiras Grossas do Zé Rotinho, 1977
- Lorotas e Pabulagens de Zé Rotinho, s/d de publicação

### Folclore
- Paremiologia Nordestina, 1975
- Passarela de Marmotas, 1975

### Teatro
- O Casório da Pafunsa, 1982[2]